# Gråsvart myrtörnskata
Gråsvart myrtörnskata (Thamnophilus nigrocinereus) är en fågel i familjen myrfåglar inom ordningen tättingar.

## Utseende och läte

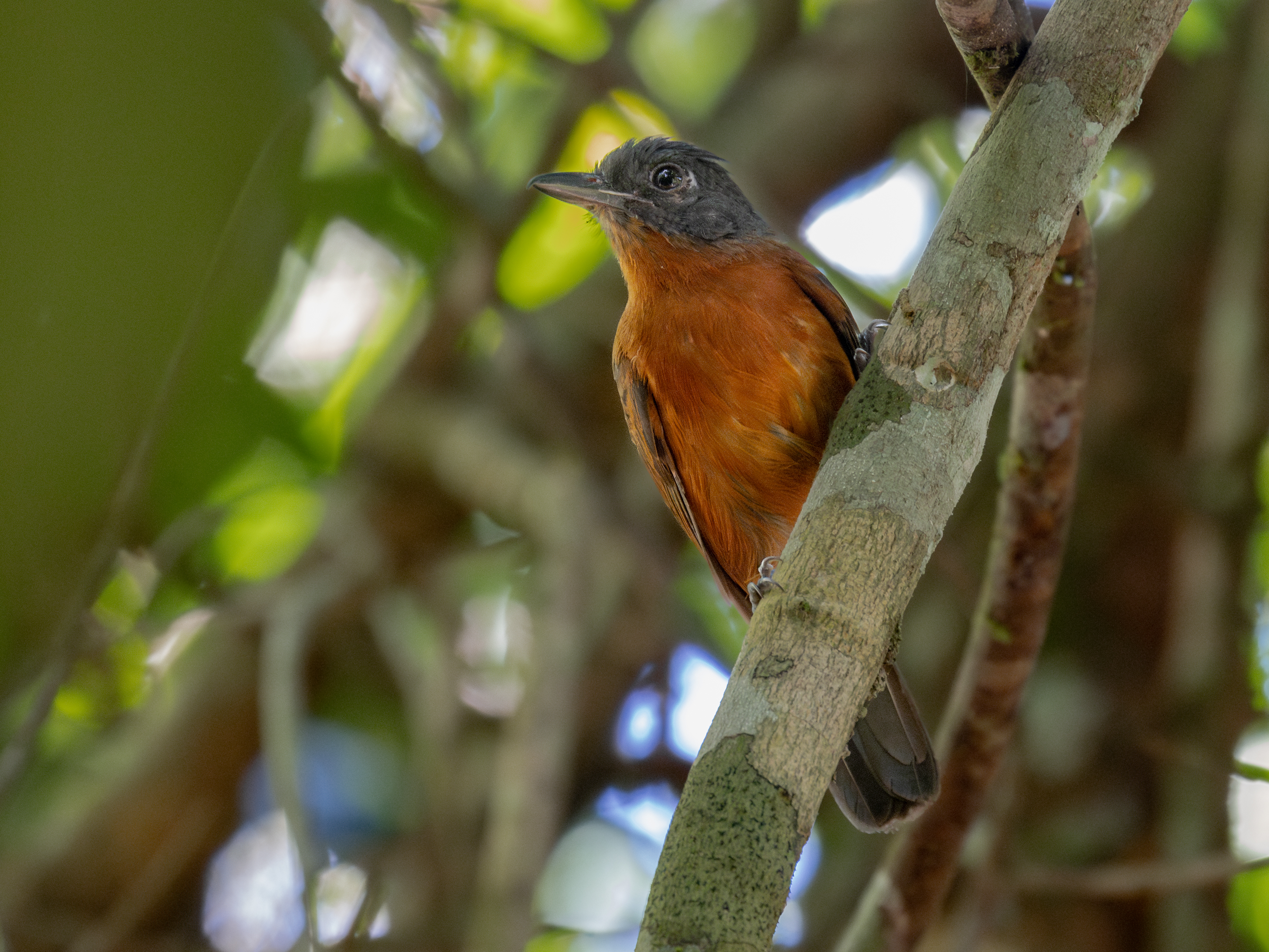
Hona

Gråsvart myrtörnskata är en rätt stor myrtörnskata. Hanen är mörkgrå ovan och ljusare under. På vingarna syns vita vingband, ej fläckar olikt flera andra myrtörnskator. Fåglar i nordväst är mer grå med svart hjässa. Honan är roströd med mörkgrå huva. Sången består av en accelererande serie med fallande visslingar. 

## Utbredning och systematik
Gråsvart myrtörnskata delas in i fem underarter med följande utbredning:
- Thamnophilus nigrocinereus cinereoniger – nordöstra Colombia, sydvästra Venezuela och nordvästra Amazonområdet i Brasilien
- Thamnophilus nigrocinereus tschudii – västra centrala Brasilien (östra Amazonas längs nedre Rio Madeira)
- Thamnophilus nigrocinereus huberi – öst-centrala Brasilien (västra Pará längs nedre Rio Tapajós)
- Thamnophilus nigrocinereus nigrocinereus – östra Brasilien (nedre Amapá och öarna vid flodmynningen)
- Thamnophilus nigrocinereus kulczynskii – östra Franska Guyana och angränsande Brasilien (nordligaste Amapá)

## Levnadssätt
Gråsvart myrtörnskata hittas i mangroveskogar, säsongsmässigt översvämmade skogar och skogar på flodöar. Den födosöker nära marken och slår ibland följe med kringvandrande artblandade flockar.

## Status och hot
Arten har ett stort utbredningsområde, men tros minska i antal, dock inte tillräckligt kraftigt för att den ska betraktas som hotad. Internationella naturvårdsunionen IUCN listar arten som livskraftig (LC).